# عبد الباري الفرنجي محلي
عبد الباري الفرنجي محلي (بالأردية: مولانا عبد الباری فرنگی محلی)، (1878 - 1926 م) هو عالم مسلم فرنجي محلي.
انتقلت عائلته من منطقة بارابانكي إلى فرنجي محلي حوالي عام 1895، وفي عام 1915 عاد إلى بارابانكي، تتلمذ على يد الشيخ عبد الباقي الفرنجي محلي، سافر إلى بلاد الحرمين، ودرس على يد عدد من العلماء، كما سافر إلى بغداد، ودرس الحديث والفقه، وفي عام 1916 عمل أستاذًا مساعدًا في بونه. قام بتأليف حوالي 111 كتابًا.

## أعماله
- بسبب معارضته للتعليم الغربي، أسس مدرسة النظام في لكهنؤ.
- كان عضوًا مؤسسًا لأكاديمية دار المصنفين شبلي (1915-1916).[2]
- كان عضوًا مؤسسًا للجامعة الملية الإسلامية في عليكره بالهند (1920). [4]